# Мартин, Вальтер
Вальтер Мартин (итал. Walter Martin; 26 сентября 1936, Остия — 21 января 2020, Турин) — итальянский шоссейный велогонщик, выступавший на профессиональном уровне в 1958—1964 годах. Участник многих крупных соревнований на шоссе своего времени, пять раз стартовавший на «Джиро д’Италия». Победитель гонки «Милан — Турин», бронзовый призёр чемпионата Италии в групповой гонке.

## Биография
Вальтер Мартин родился 26 сентября 1936 года в пригороде Рима, Италия.
В 1956—1957 годах активно выступал на любительском уровне, стал победителем и призёром нескольких гонок регионального значения.
Дебютировал на профессиональном уровне в 1958 году, присоединившись к итальянской команде San Pellegrino. В этом сезоне впервые принял участие в супермногодневке «Джиро д’Италия», на отдельных этапах финишировал вторым и шестым, тогда как в итоговой генеральной классификации занял сороковое место. Также закрыл десятку сильнейших на «Джиро ди Романья», стартовал в таких гонках как «Джиро ди Тоскана» и «Джиро дель Эмилия».
В 1959 году перешёл в команду Carpano, занял 74-е место в генеральной классификации «Джиро д’Италия», был третьим на «Джиро дель Эмилия», десятым на «Джиро ди Ломбардия», девятнадцатым на «Париж — Тур».
В 1960 году одержал победу на «Гран-при Керамисти» и на одном из этапов «Тура Швейцарии», отметился выступлением в гонке «Милан — Сан-Ремо».
В 1961 году выиграл гонку «Милан — Турин», стал третьим на «Джиро ди Романья», седьмым на «Милан — Сан-Ремо». Помимо этого, выступил в таких гонках как «Джиро ди Сардиния», «Генуя — Ницца», «Тур Фландрии», «Париж — Рубе», «Рим — Неаполь — Рим», «Джиро ди Тоскана», «Джиро дель Эмилия». При этом на «Джиро д’Италия» сошёл с дистанции в ходе одного из этапов.
В 1962 году финишировал вторым на «Джиро дель Эмилия», пятым на «Гран-при Альгеро», двенадцатым на «Джиро ди Романья», пятнадцатым на «Гран-при Стана Окерса» и «Джиро ди Тоскана», выступил на «Джиро ди Кампания» и «Генуя — Ницца». На «Джиро д’Италия» вновь сошёл с дистанции.
В 1963 году был вторым на «Джиро дель Лацио» и «Гран-при Кемаб», выиграл бронзовую медаль в групповой гонке на чемпионате Италии.
Последний раз соревновался на профессиональном уровне в сезоне 1964 года, когда занял 86-е место в генеральной классификации «Джиро д’Италия», выступил на «Париж — Рубе», взял бронзу на чемпионате Италии по циклокросу.
Умер 21 января 2020 года в Турине в возрасте 83 лет.